# アクリロフェノン
アクリロフェノン（英語: acrylophenone）は、化学式が C9H8O で表される有機化合物である。
アセトフェノン、ホルムアルデヒドおよびアミン塩酸塩からマンニッヒ反応で合成される。ラジカルまたはアニオン機構を経てポリ(フェニルビニルケトン)に重合することができる。特定の合成樹脂の製造においてコモノマーとして使われる 。